# Wohn- und Geschäftshaus Südersteinstraße 42

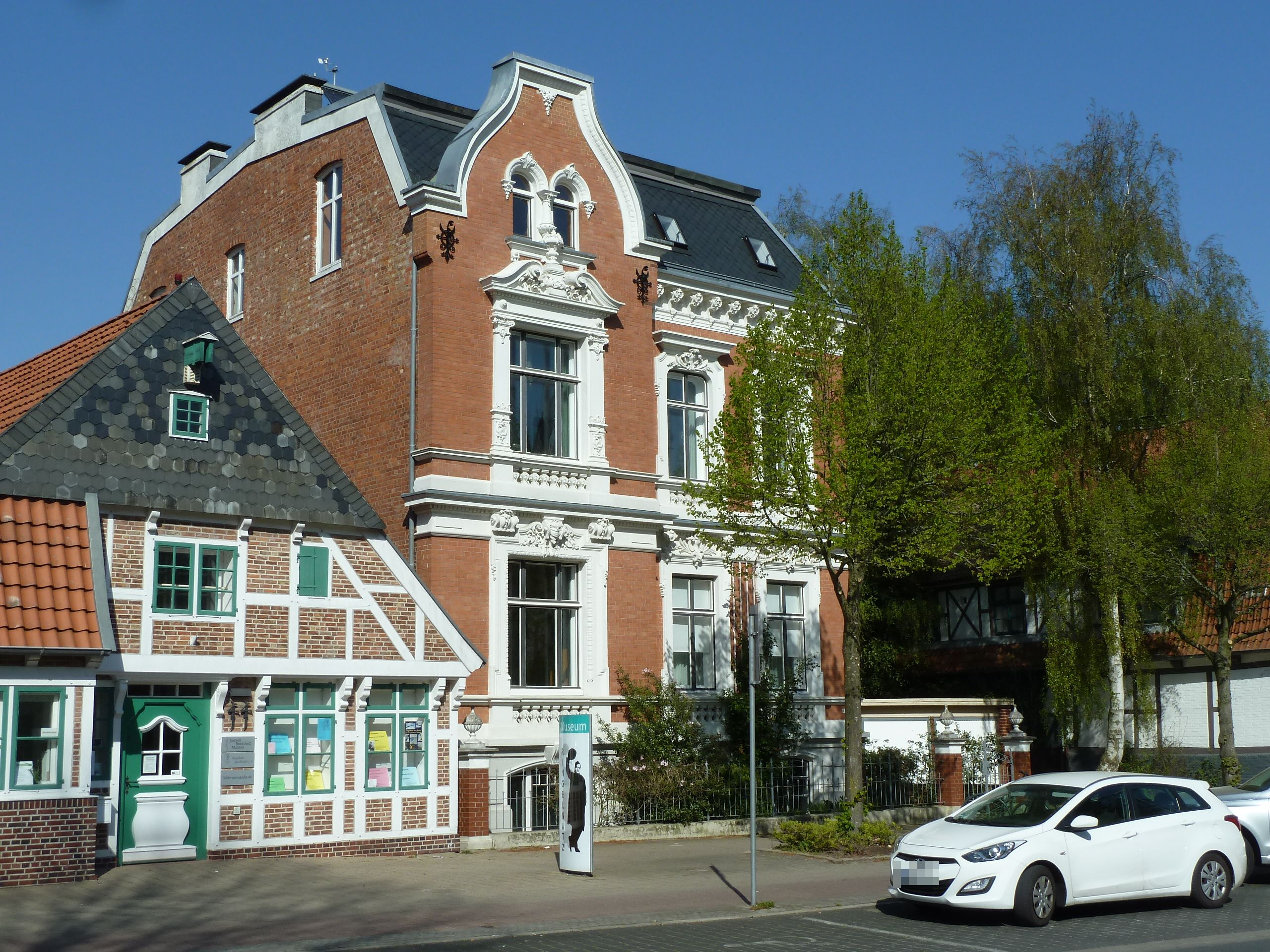
Südersteinstraße 42 (2019)

Das Wohn- und Geschäftshaus Südersteinstraße 42 in der niedersächsischen Kreisstadt Cuxhaven im Landkreis Cuxhaven stammt vom Ende des 19. Jahrhunderts. Aktuell wird es für Wohnungen genutzt (Stand: 2024).
Das Gebäude steht unter Denkmalschutz (siehe auch Liste der Baudenkmale in Cuxhaven).

## Geschichte und Beschreibung
Die Südersteinstraße wurde vor oder um 1755 nach der südlichen Lage zum Stadtkern benannt. Sie wurde 1994 umgestaltet.
Das zweigeschossige traufständige verklinkerte und historisierende Gebäude auf Keller mit ziegelgedeckten Walmdächern wurde 1898 nach Plänen von Rudolph Glocke gebaut. Zur südlichen Südersteinstraße hin steht ein dreigeschossiger seitlicher barocker Giebelrisalit und rechts ein zurückversetzter Eingang mit dem dreigeschossigen Treppenhaus. Die Fassaden wurden gestaltet mit reichem Putzdekor in Rokokoformen, breiten Fensterrahmungen und geschossteilendem Gesims sowie markantem Traufgesims mit dekorativen Konsolen und kräftigen Balustraden als Brüstungen.

Links daneben (Nr. 44) steht das Joachim-Ringelnatz-Museum.
Das Landesdenkmalamt befand u. a.: „…  starker Kontrast zur benachbarten eingeschossigen Bebauung …“
Architekt Glocke entwarf in Cuxhaven u. a. auch das Wohn- und Geschäftshaus Alter Deichweg 17, die Wohnhäuser Am Seedeich 5, Catharinenstraße 22, Deichstraße 4, Friedrich-Carl-Straße 15, Wohn- und Geschäftshaus Bahnhofstraße 14, Villa Savannah und das Hotel Cuxhavener Straße 103.